# Xanthorhoe ignobilis
Xanthorhoe ignobilis là một loài bướm đêm trong họ Geometridae.